# Перегруппировка Амадори
Перегруппировка Амадори — изомеризация N-гликозидов альдоз в 1-амино-1-дезоксикетозы,,. Открыта итальянским химиком Марио Амадори. Это типичная реакция в химии углеводов.

## Механизм
Было показано, что механизм начинается с того, что альдоза в её полуацеталлической форме (1) переходит в её линейную форму (2). В присутствии аммиака образуется линейный гемиаминал (1,1-аминоалкоголь) 3, который нестабилен и обезвоживается с получением соответствующего аминокислотного сахара. (Может образовываться линейный иминосахар (5) и гетероциклическая форма (4)).
При обработке глюкозамина пиридином и уксусным ангидридом иминогруппа таутомеризуется до формы енамина, а соседний енольный промежуточный продукт, в свою очередь, таутомеризуется до кетоформы.
Перегруппировка по типу Амадори также характерна для шиффовых оснований, полученных из глицеринового альдегида:
R-CH(OH)CHO + R'NH2 {\displaystyle \to } R-CH(OH)CH=NR' + H2O
R-CH(OH)CH=NR' {\displaystyle \to } R-COCH2NHR'
Наиболее легко перегруппировываются N-гликозиды первичных ароматических аминов, перегруппировка Амадори происходит и в случае гликозильных производных первичных и вторичных алифатических аминов.
Перегруппировка Амадори используется в химии углеводов для превращения альдоз в кетозы, для этого полученные из кетоз и первичных аминов 1-амино-1-дезоксикетозы дезаминируют действием азотистой кислоты; так, например, из глюкозы может быть синтезирована фруктоза.
Перегруппировка Амадори также является первой стадией реакции Майяра между альдозами и аминокислотами, которая ведет к образованию темноокрашенных продуктов (меланоидинов) при приготовлении пищи.
N-Гликозиды кетоз в условиях под действием кетоз претерпевают перегруппировку по аналогичному механизму в 2-амино-2-дезоксиальдозы (ретроперегруппировка Амадори, или перегруппировка Хайнса).